# Гайнц-Георг Лемм
Гайнц-Георг Лемм (нім. Heinz-Georg Lemm; 1 червня 1919 — 17 листопада 1994) — німецький офіцер піхоти у Другій світовій війні, полковник (з березня 1945), кавалер Лицарського хреста з Дубовим листям і Мечами (наймолодший із осіб, які отримали цю нагороду та наймолодший оберст Вермахту).

## Початок кар'єри
У 1935 у віці 16 років вступив добровольцем на військову службу. В 1937 закінчив військове училище, отримав звання лейтенанта, спрямований у 12-ту піхотну дивізію командиром взводу.

## Друга світова війна
Брав участь у Польській кампанії, отримав Залізний хрест 2-го ступеня.
У Французькій кампанії отримав штикове поранення, нагороджений Залізним хрестом 1-го ступеня.
На початку німецько-радянської війни — командир роти. Брав участь у боях в Прибалтиці, потім — у Дем'янському котлі. У грудні 1941 нагороджений Золотим німецьким хрестом. З квітня 1942 року — воював у званні гауптмана. Потім бої в районі Старої Русси, призначений командиром батальйону, у квітні 1943 року нагороджений Лицарським хрестом і звання майора.
За бої в районі Могільова у липні 1944 нагороджений Дубовим листям до Лицарського хреста і призначений командиром полку. У жовтні 1944 році після важких боїв в Білорусі 12-та піхотна дивізія була перекинута на Західний фронт (район Арденн, для участі в контрнаступі німецьких військ) і переформована у 12-ту фолькс-гренадерську дивізію. У листопад і 1944 Лемму присвоєно звання оберст-лейтенанта.
У березні 1945 Лемм нагороджений Мечами (№ 137) до Лицарського хреста з Дубовим листям і званням полковника (у віці 25 років).
У квітні 1945 року взятий в американський полон у Рурському котлі.

## Після війни
Відпущений з полону в 1950 році.
З 1957 року — на службі в бундесвері. З 1963 року - бригадний генерал, командир 7-ї танково-гренадерської бригади. З 1970 року — генерал-майор, командир 5-ї танкової дивізії. З 1974 року - генерал-лейтенант, начальник управління у штабі бундесверу. З 1979 року — у відставці.
Помер 17 листопада 1994 року у місті Руппіхтерот, Німеччина.